# Interactive Branding
Interactive Branding (auch Digital Branding) beschreibt den Einsatz der Mittel und Methoden zur Bildung und Führung von Marken im Kontext interaktiver Medien. Als  Teildisziplin der Markensteuerung, beziehungsweise Markenpolitik, fokussiert Interactive Branding die Ausgestaltung der Darstellung einer Marke  an der Schnittstelle zwischen Nutzer (Konsument) und Angebot (Information, Dienstleistung, Steuerung und Kommunikation).
Schnittstellen zu interaktiven Systemen (User Interface) umfassen alle einem Nutzer zur Verfügung stehenden Ein- und Ausgabemöglichkeiten im Zusammenhang von so genannten „Kontaktpunkten“ (Touchpoint); Orten und Situationen, an denen Nutzer mit digitalen Systemen in Austausch treten. Die Gesamtheit der räumlichen und situativen Rahmenbedingungen bei der Nutzung eines interaktiven Angebots wird als Nutzungsszenario definiert. Aus der Sicht des Anwenders resultiert die Inanspruchnahme eines interaktiven Systems in der so genannten User Experience (Nutzungserlebnis / Nutzungserfahrung). 
Interactive Branding inszeniert und orchestriert die einzelnen Dimensionen der User Experience hinsichtlich der markenrelevanten Aspekte, beziehungsweise der zu erzielenden Markenwahrnehmung (Brand Experience).